# 1915–1916-os román labdarúgó-bajnokság (első osztály)
Az 1915–16-os román labdarúgó-bajnokság a román labdarúgó-bajnokság legmagasabb osztályának hetedik alkalommal megrendezett bajnoki éve volt. A pontvadászat 4 csapat részvételével zajlott. 
A bajnokságot a Prahova Ploieşti nyerte az ezüstérmes FC Bukarester és a bronzérmes Colţea Bucureşti előtt.